# Чарінамріта
Чарінамріта або чаранамріта (нектар лотосових стоп) — в індуїзмі священна вода або суміш води з п'ятьма іншими елементами, такими як Топлене масло, мед, йогурт, молоко і цукор (так звана панчамріта), якою в ході особливого обряду вмили мурті дева або святого у храмі, або стопи гуру. Панчамріта використовується у всіх особливо урочистих обрядах обмивання божеств і єлеопомазання, званих абхішека, які проводяться на великі індуїстські свята, а також в ході церемонії встановлення нових божеств у індуїстських храмах..
У вайшнавскій обрядовій практиці, в чарінамріту також додають листя священного рослини Туласі. У індуїстських храмах, омивання божеств часто є частиною щоденного ритуалу (пуджі), після проведення якого чарінамріта поширюється серед віруючих. Індуїсти п'ють чарінамріту і окроплюють нею свої голови.
В Індії, воду для чарінамріти часто беруть з Ганги та інших священних річок. Чарінамріта вважається однією з різновидів прасада. Вважається, що чарінамріта — це повністю духовне речовина, прийняття якої очищує людину і сприяє її духовному розвитку. Приймаючий чарінамріту вірний також отримує милість Бога.